# شارلوت بيرس
شارلوت بيرس (بالإنجليزية: Charlotte Pierce)‏ هي ممثلة أمريكية، ولدت في 22 أكتوبر 1904، وتوفيت في 23 نوفمبر 1996.

## وصلات خارجية
- شارلوت بيرس على موقع IMDb (الإنجليزية)